# Callitula flavipes
Callitula flavipes är en stekelart som först beskrevs av Girault 1913.  Callitula flavipes ingår i släktet Callitula och familjen puppglanssteklar. Inga underarter finns listade.